# Nastra dryas
Nastra dryas is een vlinder uit de familie van de dikkopjes (Hesperiidae). De wetenschappelijke naam van de soort is voor het eerst geldig gepubliceerd in 1940 door Kenneth Hayward.